# Autoserica iridipes
Autoserica iridipes är en skalbaggsart som beskrevs av Moser 1916. Autoserica iridipes ingår i släktet Autoserica och familjen Melolonthidae. Inga underarter finns listade.